# Douwe Hansma
Douwe Hansma (Dokkum, 22 maart 1812 - Sneek, 9 juni 1891) was een Nederlands schrijver en schilder.
Hansma is bekend geworden door het schrijven van Friestalige boeken. Ook was hij interieur-schilder en schilderde hij vele stillevens en portretten. In 1841 richtte hij het Frysk Selskip (Nederlands: Fries Gezelschap) op.